# Conotelus mexicanus
Conotelus mexicanus är en skalbaggsart som beskrevs av Murray 1864. Conotelus mexicanus ingår i släktet Conotelus och familjen glansbaggar. Inga underarter finns listade i Catalogue of Life.